# Baselmissionsällskapet
Baselmissionssällskapet var den äldsta och största missionsorganisatioen i Europa. Den grundades 1815 och ersattes 2001 av den nya organisationen Mission 21.
Baselmissionssällskapet, som var ekumeniskt, verkade över hela världen, från 1828 i Guldkusten, från 1834 i Indien, från 1836 på Borneo, från 1847 i Kina och från 1886 i Kamerun. Ett 1822 upptaget arbete i Kaukasus lades ned 1835. Första världskriget lamslog verksamheten i Indien, Kamerun och på Guldkusten, men 1924 kunde den återupptas i Indien och 1925 i Västafrika.
Under andra världskriget kunde arbetet fortsätta i Kina och Sydafrika, medan det lamslogs i övriga Afrika.